# Guadalajara (canción)
Guadalajara o ¡Guadalajara, Guadalajara! es una canción tradicional mexicana, escrita por el compositor mexicano Pepe Guízar en 1936 para ser interpretada por conjunto de mariachi y dedicada a la ciudad mexicana del mismo nombre. Guadalajara, es una de las canciones más clásicas del repertorio de mariachi y una de las canciones mexicanas más reconocidas como parte del folclor de su país.

## Origen
La Sociedad de Autores y Compositores de México afirma que Pepe Guízar empezó su labor como compositor en los años 1930 y que "Guadalajara" fue su primera composición. Una de las primeras grabaciones de esta canción fue realizada por Tito Guízar, primo del compositor, en estudios de la compañía Victor en septiembre de 1936. Un registro y publicación de la partitura musical fue hecho por su autor en 1937, y una segunda edición en 1964. El primero de estos registros y publicaciones fue hecho ante la compañía Peer International, en Nueva York, la segunda ante la compañía Promotora Hispano Americana de México, en la Ciudad de México. También existen fuentes que afirman que la composición de esta canción tuvo lugar en 1954,  sin embargo estas fuentes no proporcionan ningún dato adicional sobre quien o quienes realizaron el registro o grabación.

## Letra
La letra se canta en segunda persona refiriéndose a esta ciudad y cada vez que se menciona el nombre, se repite y constituye entonces el estribillo de la canción. Evoca lugares y motivos propios de esa urbe y sus alrededores. La expresión «colomitos lejanos» se refiere al parque urbano Los Colomos, ubicado en el límite noroeste de los municipios de Guadalajara y Zapopan, siendo esta última mencionada junto con Tlaquepaque y Laguna de Chapala.
Todas las interpretaciones o versiones utilizan los versos del compositor Pepe Guízar. Sin embargo, se pueden apreciar en ellas desde ligeros cambios como la adición o modificación de una palabra, hasta algunos notables, como pudiera ser la supresión de toda una estrofa o la repetición de alguna de ellas.
El modelo de "Guadalajara" presentado a continuación contiene la mayoría, si no todos, los versos conocidos de la canción, sin embargo, no es el modelo exacto de ninguna interpretación en particular.
| -1a- Guadalajara, Guadalajara Tienes el alma de provinciana; hueles a limpia rosa temprana, a verde jara fresca del río. Son mil palomas tu caserío Guadalajara, Guadalajara, hueles a pura tierra mojada -2a- ¡Ay, ay, ay! colomitos lejanos ¡Ay! Ojitos de agua hermanos Hay colomitos inolvidables, inolvidables como las tardes en que la lluvia desde la loma No nos dejaba ir a Zapopan | -3a- ¡Ay ay ay! Tlaquepaque pueblito Tus olorosos jarritos Hacen más fresco el dulce tepache junto a la birria con el mariachi que en los parianes y alfarerías suenan con triste melancolía. -4a- ¡Ay, ay, ay! Laguna de Chapala, tienes de un cuento la magia, cuento de ocasos y de alboradas de enamoradas noches lunadas. Quieta, Chapala, es tu laguna Novia romántica como ninguna | -5a- ¡Ay, ay, ay! Zapopitan del alma Nunca escuché otras campanas. Como las graves de tu convento Donde se alivian los sufrimientos Triste Zapopan misal abierto En que son frailes mis pensamientos -6a- Ay ay ay! Guadalajara hermosa Quiero decirte una cosa Tu que conservas agua del pozo Y en tus mujeres el fiel rebozo ¡Guadalajara, Guadalajara! Tienes el alma más mexicana -Final- ¡Ay ay ay! ¡Ay ay ay! ¡Guadalajara! |

Aquí se ha dividido arbitrariamente la canción en seis estrofas y un final, el cual consta sólo de vocalizaciones y el estribillo. Las estrofas contienen todas ellas vocalizaciones, la cuales podrían verse también como coros aparte de las estrofas. Prácticamente, todas las versiones comienzan con vocalizaciones y el estribillo, sin embargo, como puede evidenciarse en las notas, desde lo que se ha definido como la primera estrofa, comienzan los cambios entre las versiones o interpretaciones.

## Versiones
La Sociedad de Autores y Compositores de México no brinda referencia del número de interpretaciones, sin embargo, sus intérpretes y las versiones desprendidas de estos son numerosas y variadas. Entre ellas destacaremos lo siguiente:
De las versiones interpretadas por cantantes mexicanos de fama internacional, las interpretadas por Pedro Infante y Jorge Negrete, se hicieron exclusivamente en el contexto cinematográfico, ya que de ninguno de los dos se conserva un disco grabado con este tema.
También cantantes o músicos, de otros países, de fama internacional, tiene grabadas versiones de esta canción, como lo son: Eartha Kitt o Nat King Cole, ambos estadounidenses; el canadiense, Percy Faith; la chilena, Monna Bell; o los españoles Paco de Lucía y Xavier Cugat. Entre estas versiones extranjeras, destaca la versión de Elvis Presley, que grabó la canción como parte de una de sus películas, y que también forma parte de su discografía.